# Élections législatives tongiennes de 2025
Les élections législatives tongiennes de 2025 sont prévues en novembre 2025 afin de renouveler pour quatre ans les vingt-six membres du Assemblée législative des Tonga.

## Contexte
Les précédentes élections en 2021 ont amené une alternance politique avec la formation d'un gouvernement par le député roturier Siaosi Sovaleni. Celui-ci subit toutefois le mécontentement du roi, et perd la confiance de l'Assemblée, démissionnant en décembre 2024. ‘Aisake Eke lui succède alors comme Premier ministre la veille de Noël.

## Système politique et électoral
Les Tonga sont une monarchie constitutionnelle et une démocratie parlementaire, où la noblesse tongienne et le roi conservent toutefois une influence importante.
L'Assemblée législative des Tonga est composée de vingt-six sièges pourvus pour quatre ans par deux collèges électoraux distincts. Le roi Tupou VI conserve la possibilité de nommer des députés supplémentaires, mais uniquement sur recommandation de son Premier ministre. 
Les citoyens roturiers élisent dix-sept députés au scrutin uninominal majoritaire à un tour dans autant de circonscriptions, tandis que les membres de la noblesse élisent neuf nobles au scrutin majoritaire plurinominal dans quatre circonscriptions plurinominales se superposant aux précédentes. Une circonscription couvre Tongatapu et ʻEua (quatre sièges), une couvre les îles Vavaʻu (deux sièges), une les îles Haʻapai (deux sièges), et une autre les îles de Niuafoʻou et Niuatoputapu (un siège). Dans l'ensemble des circonscriptions, les électeurs votent pour autant de candidats que de sièges à pourvoir, à raison d'un vote pour un candidat, et les candidats recueillant le plus de suffrages sont élus.
Tous les citoyens tongiens âgés d'au moins 21 ans, autres que les nobles et les membres de la famille royale, peuvent élire les représentants du peuple, dans leurs circonscriptions respectives. Seules sont exclues les « personnes mentalement inaptes » et les « personnes sous le coup de poursuites pour endettement ». Quant aux circonscriptions pour la noblesse, le droit de vote et d'éligibilité est accordé aux membres de la noblesse héréditaire et aux pairs à vie.
À la suite des élections, l'Assemblée doit renouveler sa confiance dans le Premier ministre sortant, ou bien choisir un nouveau Premier ministre, qui sera alors formellement nommé par le roi.